# Udo Jürgens
Udo Jürgens (30. september 1934 – 21. december 2014 ) var en østrigsk sanger, der repræsenterede Østrig ved Eurovision Song Contest i 1964, 1965 og 1966. I 1966 vandt han konkurrencen med "Merci cherie".